# Paratropeza atra
Paratropeza atra är en tvåvingeart som beskrevs av Paramonov 1964. Paratropeza atra ingår i släktet Paratropeza och familjen parasitflugor. Inga underarter finns listade i Catalogue of Life.